# Hilda (Comic)
Hilda (ursprüngliche Erstausgabe: Hildafolk) ist eine britische Comicserie des Autors und Zeichners Luke Pearson, die seit 2010 erscheint. Im Jahr 2018 wurde sie als britisch-kanadische Animationsserie unter gleichem Titel adaptiert.

## Handlung
Die junge, blauhaarige Hilda begibt sich zusammen mit ihrem Hirschfuchs Hörnchen auf eine Reise durch die Wildnis und begegnet dabei furchtlos Elflingen, Riesen und anderen Fabelwesen. Sie selbst lebt zusammen mit ihrer Mutter in den Bergen, doch diese schlägt einen Umzug in die Stadt Trolberg vor, wo Hilda auch auf neue Freunde trifft und mit merkwürdigen Kreaturen konfrontiert wird.

## Veröffentlichungen
Der Comic erscheint seit 2010 in bisher sechs Bänden bei Nobrow Press in London, seit 2013 beim Sublabel Flying Eye Books. Am Free Comic Book Day 2016 wurde eine Vorschau auf den fünften Band veröffentlicht. Im Jahr darauf erschien eine Kurzgeschichte unter dem Titel Hilda’s Back, dessen Handlung nach Band fünf spielt. Eine deutsche Übersetzung wird seit März 2013 von Reprodukt herausgegeben, bisher mit sechs Bänden. Eine Kurzfassung vom ersten Band Hilda und der Mitternachtsriese erschien als Heft anlässlich des Gratis-Comic-Tages 2017.
Weitere Übersetzungen erschienen bei Casterman in Frankreich, bei Epix in Schweden, bei Cappelen Damm in Norwegen und bei Paseka in Tschechien.
| Band | Englisch                      | Englisch                   | Englisch                                      | Deutsch                         | Deutsch       | Deutsch                 |      |
| Band | Titel                         | VÖ-Datum                   | ISBN                                          | Titel                           | VÖ-Datum      | ISBN                    | ISBN |
| ---- | ----------------------------- | -------------------------- | --------------------------------------------- | ------------------------------- | ------------- | ----------------------- | ---- |
| 01   | Hildafolk Hilda and the Troll | 25. Nov. 2010 1. Juli 2013 | ISBN 978-1-907704-04-8 ISBN 978-1-909263-14-7 | Hilda und der Troll             | Okt. 2013     | ISBN 978-3-943143-67-6. |      |
| 02   | Hilda and the Midnight Giant  | 22. Nov. 2011              | ISBN 978-1-907704-25-3                        | Hilda und der Mitternachtsriese | März 2013     | ISBN 978-3-943143-57-7. |      |
| 03   | Hilda and the Bird Parade     | 26. Okt. 2012              | ISBN 978-1-909263-06-2                        | Hilda und die Vogelparade       | Apr. 2014     | ISBN 978-3-943143-96-6. |      |
| 04   | Hilda and the Black Hound     | 3. März 2014               | ISBN 978-1-909263-18-5                        | Hilda und der Schwarze Hund     | Nov. 2014     | ISBN 978-3-95640-019-3. |      |
| 05   | Hilda and the Stone Forest    | 1. Sep. 2016               | ISBN 978-1-909263-74-1                        | Hilda und der Steinwald         | 1. Mai 2017   | ISBN 978-3-95640-125-1. |      |
| 06   | Hilda and the Mountain King   | 3. Sep. 2019               | ISBN 978-1-911171-17-1                        | Hilda und der Bergkönig         | 11. Sep. 2019 | ISBN 978-3-95640-203-6. |      |

## Fernsehserie
Die Graphic Novel diente als Vorlage für die gleichnamige Zeichentrickserie, die erstmals am 21. September 2018 auf Netflix veröffentlicht wurde. Produziert wurde die Serie von Silvergate Media und Mercury Filmworks. Am 14. Dezember 2020 folgte der Animationsfilm Hilda and the Mountain King.

## Rezeption
Der Comic wurde sowohl von Kritikern als auch von Fans hoch gelobt. Im Juli 2013 wurde Hilda and the Midnight Giant in die Liste Die besten 7 Bücher für junge Leser des Radiosenders Deutschlandfunk aufgenommen. Zudem wurde Hilda and the Midnight Giant im Jahr 2013 für den Cartoonist Studio Prize in der Kategorie Bestes Graphic Novel des Jahres: Shortlist 2012 des Online-Magazins Slate nominiert. Im November desselben Jahres wurde Hilda and the Bird Parade in die Liste der Notable Children’s Books of 2013 der New York Times ausgezeichnet.